# Anny Jutand
Anny Jutand, née en 1948, est une chimiste française, directrice de recherche au CNRS, travaillant à l'École normale supérieure, spécialiste en électrochimie et chimie physique. 
Elle est lauréate en 2008 du prix de l'État de l'Académie des Sciences et en 2013 du Grand Prix Achille Le Bel de la Société Chimique de France. Elle est une pionnière du couplage mixte catalysé par le palladium et le nickel, spécialiste dans la catalyse par les métaux de transition et l'étude des mécanismes de réactions chimiques.

## Biographie
Anny Jutand a étudié la chimie à l'École nationale supérieure de Chimie de Paris (diplômée ingénieur en 1971), puis à l'Université Paris 6 (France). Elle a obtenu son doctorat, avec une thèse intitulée « Catalyse de la substitution nucléophile aromatique par les complexes du palladium et du nickel », à l'Université Paris 13 en 1980. Après un post-doctorat à l'Institut Royal de Technologie de Stockholm, elle est recrutée comme chargée de recherche au CNRS en 1981, et rejoint l’équipe de Christian Amatore à l'Ecole Normale Supérieure en 1984. Elle devient directrice de recherche au CNRS en 1992.
Ses recherches actuelles portent sur la catalyse des métaux de transition (Pd, Ru, Cu, Fe, Ni) et se concentrent sur l'investigation mécanistique au moyen de techniques électrochimiques.

## Distinctions
Anny Jutand reçoit en 2008 le prix de l'État de l'Académie des sciences, qui note qu'elle est « connue internationalement pour ses travaux sur les mécanismes de réactions catalysées par les métaux de transition et sur la double activation de molécules organiques par les métaux de transition et par transfert d’électrons ». Elle reçoit de la Société chimique de France le Grand prix Achille-Le-Bel en 2013, qui « récompense des travaux dans le domaine de la chimie reconnus au niveau international », notant qu'elle est « pour son œuvre unique et remarquable dans l’élucidation de mécanismes réactionnels, l’introduction de nouveaux concepts en chimie organométallique et organique, et la visibilité et le rayonnement internationaux de la catalyse française ».

## Publications scientifiques
Elle a publié plus de 175 articles dans des revues internationales à comité de lecture, cités plus de 11 000 fois dans la littérature scientifique.
Parmi ses travaux les plus cités dans le domaine :
- (en) Anny Jutand, « Contribution of Electrochemistry to Organometallic Catalysis », Chemical Reviews, vol. 108, no 7,‎ 1er juillet 2008, p. 2300–2347 (ISSN 0009-2665, DOI 10.1021/cr068072h, lire en ligne, consulté le 16 janvier 2020)
- (en) Christian Amatore et Anny Jutand, « Anionic Pd(0) and Pd(II) Intermediates in Palladium-Catalyzed Heck and Cross-Coupling Reactions », Accounts of Chemical Research, vol. 33, no 5,‎ 1er mai 2000, p. 314–321 (ISSN 0001-4842, DOI 10.1021/ar980063a, lire en ligne, consulté le 16 janvier 2020)
- (en) Christian Amatore et Anny Jutand, « Mechanistic and kinetic studies of palladium catalytic systems », Journal of Organometallic Chemistry, vol. 576, no 1,‎ 15 mars 1999, p. 254–278 (ISSN 0022-328X, DOI 10.1016/S0022-328X(98)01063-8, lire en ligne, consulté le 16 janvier 2020)
- (en) Anny Jutand et Adil Mosleh, « Rate and Mechanism of Oxidative Addition of Aryl Triflates to Zerovalent Palladium Complexes. Evidence for the Formation of Cationic (.sigma.-Aryl)palladium Complexes », Organometallics, vol. 14, no 4,‎ 1er avril 1995, p. 1810–1817 (ISSN 0276-7333, DOI 10.1021/om00004a038, lire en ligne, consulté le 16 janvier 2020)